# Phasenproblem
Das Phasenproblem in der Physik bezeichnet den Verlust der Phaseninformation einer Wellenfront bei einer Intensitätsmessung, welcher durch die Natur der quantenmechanischen Messung bedingt ist. Das Problem ist relevant, wo wellenbasierte Messverfahren (z. B. mit Licht, Röntgenstrahlung, Neutronen, Elektronen) mit bildgebenden Systemen wie CCD- oder CMOS-Kameras, Flachbilddetektoren oder Fotoplatten eingesetzt werden, welche nur die Intensität messen können.
Für manche Methoden wie die Kristallstrukturanalyse (s. u.) oder die Phasenkontrastmikroskopie ist die Phaseninformation von großem Interesse. In bildgebenden Verfahren werden deshalb geeignete Kombinationen von absorbierenden, beugenden und brechenden Optiken genutzt, um Phaseneffekte durch Interferenz in Intensitätsmodulationen umzuwandeln und messbar zu machen. Solche Ansätze werden z. B. bei der Differenzialinterferenz-Mikroskopie oder bei Wellenfrontsensoren (z. B. Hartmann-Shack-Sensor) eingesetzt.
In der Kristallstrukturanalyse entspricht das gemessene Beugungsmuster der Amplitude der 3D-Fouriertransformierten der Elektronendichteverteilung der Kristallstruktur. Die Rekonstruktion der Elektronendichte aus der Messung stellt ein inverses Problem dar, welches durch zusätzliche Information über die Phase enorm erleichtert werden kann.
- Bei kleinen Molekülen mit sehr geordneter Struktur sind scharfe Beugungsreflexe messbar, aus denen die Phase mathematisch durch die Beziehung der Strukturfaktoren zueinander gewonnen werden kann (Patterson-Methode).
- Bei der Untersuchung großer Moleküle wird dagegen oft zusätzlich eine experimentelle Lösung des Phasenproblems für die Rekonstruktion nötig. So können z. B. einzelne Atome oder Teile des Moleküls isomorph durch schwere Atome ersetzt werden, ohne dass die Kristallstruktur signifikant verändert wird und so aus den bekannten Modifikationen auf die Phase geschlossen werden.[1]

## Mathematische Beschreibung
Als Ergebnis eines Beugungsexperiments beobachtet man die Intensität {\displaystyle I} der gebeugten Welle, die proportional zum Betragsquadrat des Strukturfaktors {\displaystyle F_{hkl}} ist:
{\displaystyle I\propto |F_{hkl}|^{2}}
Der Strukturfaktor selbst ist eine komplexe Größe:
{\displaystyle F_{hkl}=\rho e^{i\gamma }}
mit
- den Formvariablen {\displaystyle \rho ,\gamma }
- der imaginären Einheit {\displaystyle i}.

Somit gehen bei der Bildung seines Betragsquadrats alle Phaseninformationen {\displaystyle \gamma } verloren:
{\displaystyle \Rightarrow I\propto \rho ^{2}\neq f(\gamma )}